# Elisa Augusta da Conceição Andrade
Elisa Augusta da Conceição Andrade (Lisboa, c. 1855 - ?) fue una médica portuguesa, la primera mujer en ejercer esta profesión en Portugal en 1889.

## Trayectoria

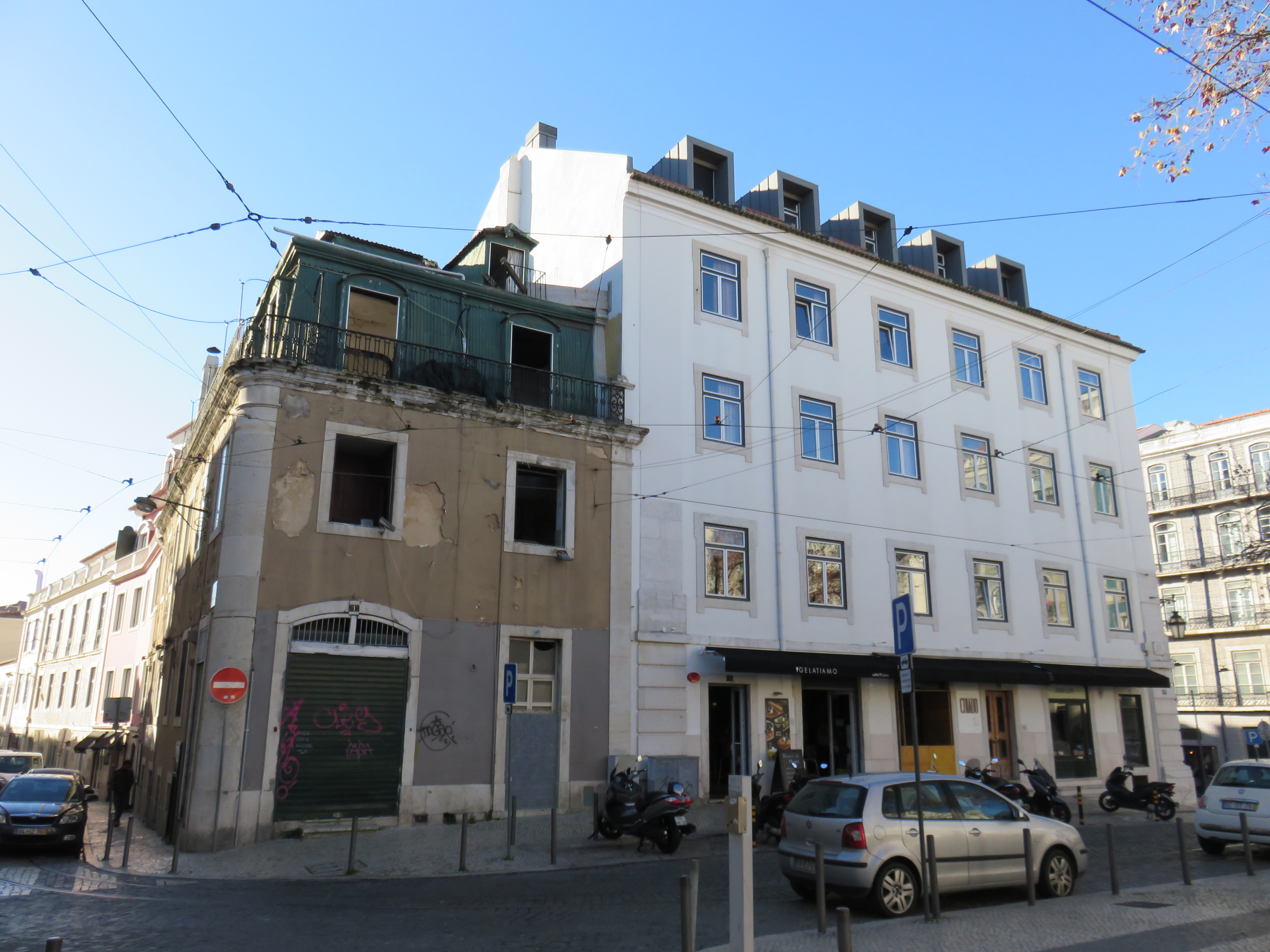
Largo Trindade Coelho, en Lisboa : En el centro, el edificio donde funcionaba el despacho de Elisa Augusta.

Nació en Lisboa. Fue la primera mujer portuguesa que asistió voluntariamente a un centro de enseñanza superior en Portugal. El 12 de octubre de 1880 se matriculó en la Escuela Médico-Quirúrgica de Lisboa (más tarde, la Facultad de Ciencias de la Universidad Nueva de Lisboa) donde estuvo al menos hasta 1884, según el libro de «Matrículas e Exames» del archivo de la escuela. Algunas fuentes, como en el Diário de Notícias, afirman que terminó Medicina en 1889.
En 1889 abrió su consultorio médico-quirúrgico para mujeres y niños, en el entonces Largo de São Roque (desde 1913 conocido como Largo Trindade Coelho), un hecho que el 1 de septiembre de ese mismo año el Diário de Notícias reseñó como un gan paso para la emancipación de la mujer.
Los periódicos de la época siguieron destacando el éxito de la doctora, calificando de "extraordinaria" la competencia de las mujeres que utilizaban sus servicios en el consultorio.